# Бариляк, Игорь Романович
Игорь Романович Бариляк (7 августа 1942, Львов — 12 сентября 2009, Киев) — советский и украинский деятель медицины, доктор медицинских наук, профессор, заведующий отделом медицинской генетики Научного центра радиационной медицины АМН Украины, профессор Киево-Могилянской академии, научный директор Института генетики репродукции, Лауреат Государственной премии Украины в области науки и техники. Сын профессора Р. А. Бариляка (1914—1988).
Направление научных исследований Игоря Бариляк — экогенетические исследования, изучение мутагенной и тератогенной активности факторов окружающей среды, поиск (в первую очередь растительного происхождения) организмов с мутагенными свойствами.
Бариляк — автор концепции и внедрение в практику здравоохранения принципов медико-генетического консультирования, создания эффективной медико-генетической службы. В 1999 году Бариляк создал Научный центр медицинской генетики.
Игорь Бариляк автор более 600 научных трудов, в том числе 13 монографий по различным вопросам генетики. С 1992 до 1997 года он возглавлял Государственную научно-техническую программу «Защита генофонда населения Украины», а с 1996 по 2007 г. был соруководителем Украинско-Американской программы Предотвращения врожденных недостатков развития"
Под его руководством выполнено 7 докторских и 26 кандидатских диссертаций.
И. Р. Бариляк — член редколлегии журналов «Цитология и генетика», «Экологическая генетика» (Россия), заместитель главного редактора журнала «Вестник Украинского общества генетиков и селекционеров», главный редактор сборника «Проблемы экологической и медицинской генетики и клинической иммунологии».
Председатель Проблемной комиссии «Медицинская генетика» МЗ и АМН Украины, Президент Украинского Альянса по предупреждению врожденных недостатков развития, член Правления международного Альянса с аналогичным названием вице-президент Украинского общества медицинских генетиков, член двух специализированных ученых советов по защите докторских и кандидатских диссертаций (в том числе глава одного совета).